# Брестский государственный университет
Брестский государственный университет имени А. С. Пушкина (бел. Брэсцкі дзяржаўны ўніверсітэт імя А. С. Пушкіна) — высшее учебное заведение в г. Бресте.

## История
Постановлением Совета Народных Комиссаров БССР от 6 июня 1945 года утверждено решение об учреждении учительского института в Бресте. Он начал свою деятельность в августе 1945 года. В 1949 году институту присвоено имя А. С. Пушкина в честь 150-летия со дня рождения поэта, а в 1950 году постановлением Совета Министров СССР открыт Брестский государственный педагогический институт, который в 1995 году преобразован в Брестский государственный университет (имя А. С. Пушкина присвоено в 1999 году).

## Сведения
Для поступления в университет необходимо успешно сдать централизованное тестирование. Действует бакалавриат, магистратура и аспирантура. В университете работает редакционно-издательский отдел. Издаётся газета «Берасцейскі универсітэт», научно-теоретический журнал «Вестник Брестского университета».
Подготовка специалистов осуществляется по 9 профилям: «Педагогика», «Естественные науки», «Гуманитарные науки», «Социальная защита», «Техника и технологии», «Коммуникации Право. Экономика Управление. Экономика и организация производства», «Экологические науки», «Общественное питание. Бытовое обслуживание», «Физическая культура Туризм и гостеприимство».
На 28 кафедрах университета работают около 400 преподавателей, среди которых 20 докторов наук и профессоров, 240 кандидатов наук и доцентов.

## Структура университета

### Физико-математический факультет
- Кафедра фундаментальной математики
- Кафедра общей и теоретической физики
- Кафедра прикладной математики и информатики

### Юридический факультет
- Кафедра теории и истории государства и права
- Кафедра гражданско-правовых дисциплин
- Кафедра философии и экономики

### Факультет естествознания
- Кафедра ботаники и экологии
- Кафедра зоологии, генетики и химии
- Кафедра городского и регионального развития

### Исторический факультет
- Кафедра истории славянских народов
- Кафедра всеобщей истории
- Кафедра истории Беларуси и политологии

### Социально-педагогический факультет
- Кафедра социальной педагогики и психологии
- Кафедра специальных педагогических дисциплин
- Кафедра педагогики

### Факультет иностранных языков
- Кафедра английской филологии
- Кафедра немецкой филологии и лингводидактики
- Кафедра иностранных языков

### Факультет физического воспитания и спорта
- Кафедра спортивных дисциплин и методик их преподавания
- Кафедра легкой атлетики, плавания и лыжного спорта
- Кафедра анатомии, физиологии и безопасности человека
- Кафедра физической культуры

### Филологический факультет
- Кафедра белорусской филологии
- Кафедра общего и русского языкознания
- Кафедра русской литературы и журналистики

### Психолого-педагогический факультет
- Кафедра педагогики начального образования
- Кафедра общеобразовательных дисциплин и методик их преподавания
- Кафедра психологии

### Общественные организации и объединения
- Первичная профсоюзная организация работников учреждения образования «Брестский государственный университет имени А. С. Пушкина» Белорусского профсоюза работников образования и науки
- Первичная профсоюзная организация студентов учреждения образования «Брестский государственный университет имени А. С. Пушкина» Белорусского профессионального союза работников образования и науки
- Первичная организация РОО «Белая Русь» Учреждения образования «Брестский государственный университет имени А. С. Пушкина»
- Первичная организация ОО «БРСМ»
- Первичная организация учреждения образования «Брестский государственный университет имени А. С. Пушкина» Брестской городской организации «Белорусский союз женщин»
- Брестская областная организационная структура республиканского государственно-общественного объединения «Белорусское общество „Знание“»

## Ректоры
- Чесновский, Мечислав Эдвардович (ноябрь 2002 — май 2014)[2];
- Сендер, Анна Николаевна (май 2014 — июль 2023);[3]
- Голубев Юрий Петрович (с июля 2023).

## Известные выпускники
- Бельская, Ольга Ивановна (род. 1979) — белорусский художник.
- Богдасаров, Максим Альбертович (род. 1973) — белорусский геолог.
- Купреев, Николай Семёнович (1937—2004) — белорусский советский поэт и прозаик.
- Нестеренко, Юлия Викторовна (род. 1979) — белорусская легкоатлетка.
- Рязанов, Алесь (1947—2021) — белорусский поэт и переводчик.
- Строкач, Пётр Павлович (1937—2017) — белорусский учёный.
- Шмидт, Вильям Владимирович (род. 1969) — российский религиовед и историк религии.